# Сидицини
Сидицините (старогръцки: Sidicini, Σιδικῖνοι; Sidiciner) са малък древен народ, обитавал Средна Италия между територията на Самниум и Лацио в съседство с аврунките, оските и авзоните.
Тяхната територия се намирала между реките Волтурно и Лири около Фрегелае (Fregellae) в Лацио. Техният главен град e Теанум Сидицинум'' (Teanum Sidicinum, днес Теано), намиращ се между Капуа и Монтекасино в Кампания
През 345 пр.н.е. сидицините се съюзяват със самнитите, което води до избухването на Първата самнитска война през 343 пр.н.е..
През 335 пр.н.е. консулите Марк Атилий Регул Кален и Марк Валерий Корв се бият против авзоните и сидицините. Рим завладява сидицините и те изчезват с получаването на римско гражданство.